# Candelabrum fritchmanii
Candelabrum fritchmanii is een hydroïdpoliep uit de familie Candelabridae. De poliep komt uit het geslacht Candelabrum. Candelabrum fritchmanii werd in 2001 voor het eerst wetenschappelijk beschreven door Hewitt & Goddard. 